# 空軍州兵
空軍州兵（くうぐんしゅうへい ANG, Air National Guard）（州兵空軍 とも）とは、アメリカ合衆国における軍事組織の一つ。陸軍州兵とともに州兵を構成しており、アメリカ空軍の予備部隊となっている。

## 概要
コロンビア特別区空軍州兵を除いて、残りの州兵組織全ては、平時においては各州知事の指揮下にあり、有事に際し連邦軍に編入される。保有機材は、戦闘機・爆撃機・輸送機・空中給油機など多彩である。
1947年にアメリカ空軍が分離・独立されると同時に設立された。前身は陸軍州兵航空隊であり、1915年まで遡ることができる。朝鮮戦争においては部隊単位で連邦軍に編入され66個飛行中隊が動員された。1961年のベルリン危機でも召集されたが、ベトナム戦争においては大規模な動員は行われなかった。
一方、1970年代に空軍において航空宇宙防衛軍団(ADC)が廃止・解体されると、多数の要撃機が空軍州兵に移管され、アメリカ合衆国本土防衛の一翼を担うようになった。特に1980年代においてはF-15戦闘機（A/B型）の配備も行われ、いわゆる予備空軍としては空前のものとなった。
1991年の湾岸戦争以降は、空軍州兵のさらなる部隊活用が図られることとなった。対テロ戦争においては、アメリカ合衆国本土の警戒飛行も担当している。
1990年代からは新鋭のF-15C/Dの配備も行われ、老朽化したA/B型は随時退役し、2009年には最後に残っていたオレゴン空軍州兵の機体が退役している。B-2「スピリット」ステルス戦略爆撃機や、2010年においてはF-22戦闘機の配備も行われ、もはや予備空軍というよりも正規の空軍の一部門として部隊活用されている。
人員については、フルタイムで勤務しているものもいるが、普段は民間航空で勤務しているパートタイム人員も含まれている。

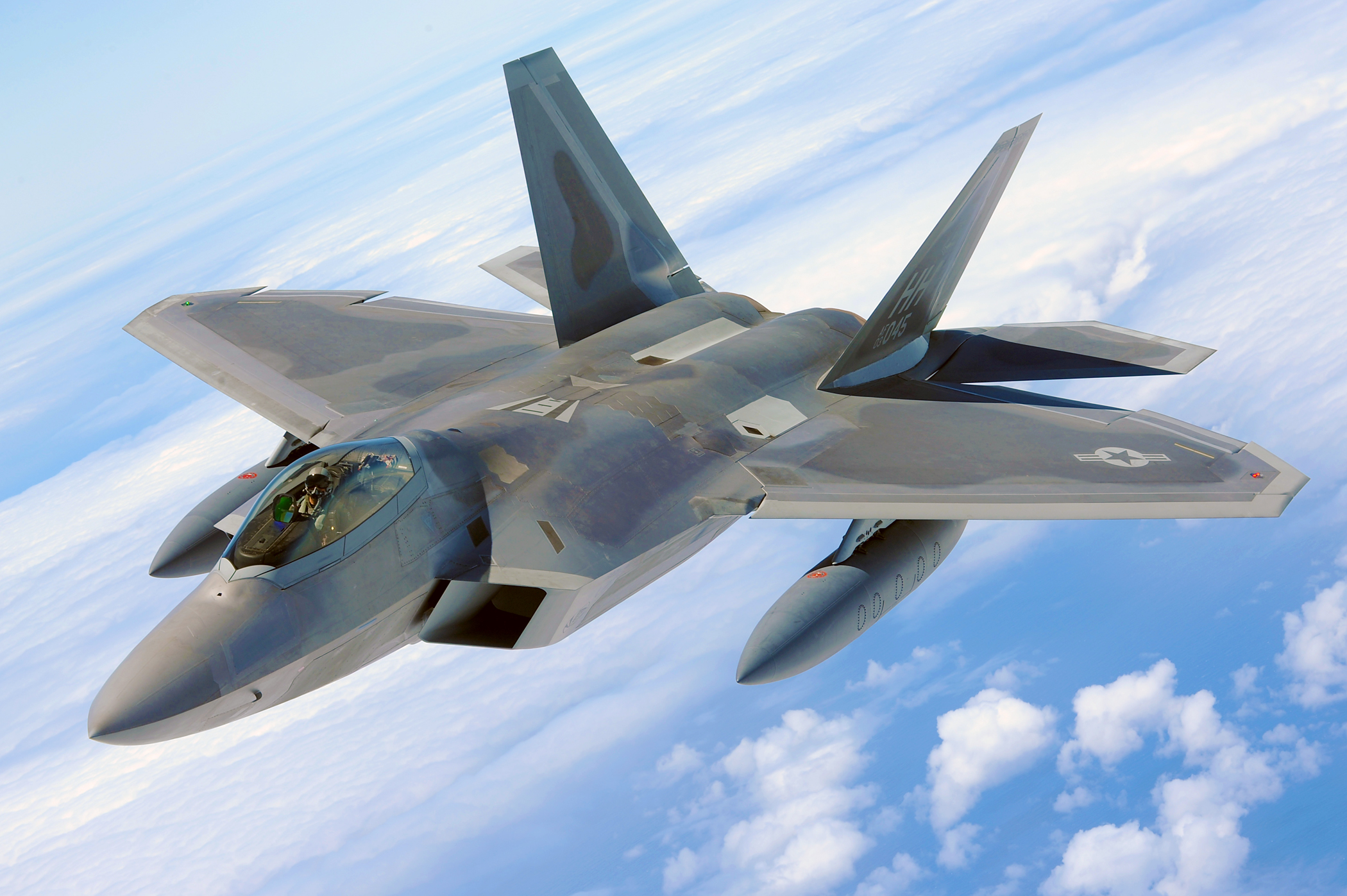
2010年、ハワイ空軍州兵に配属されたF-22戦闘機
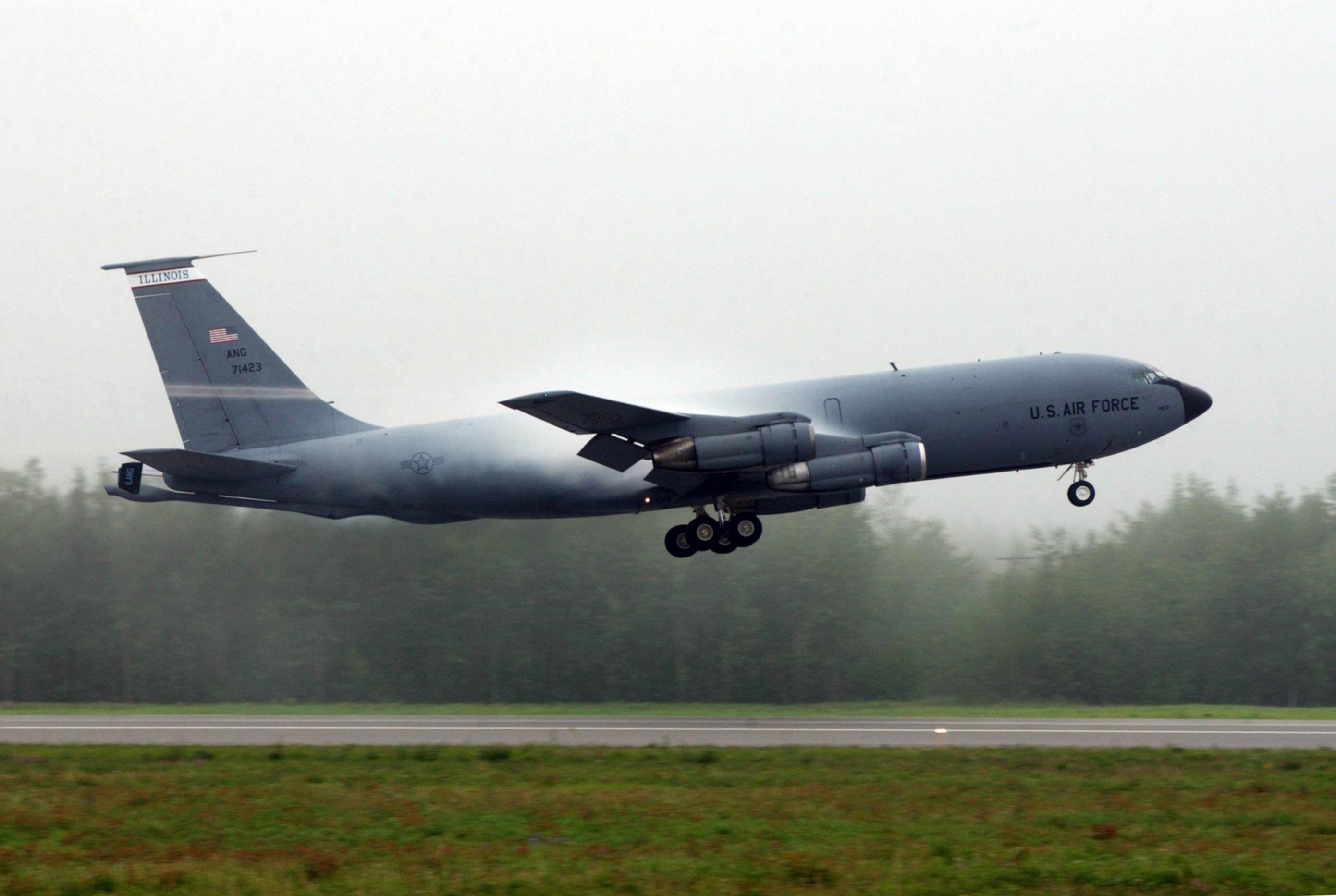
イリノイ空軍州兵KC-135空中給油機
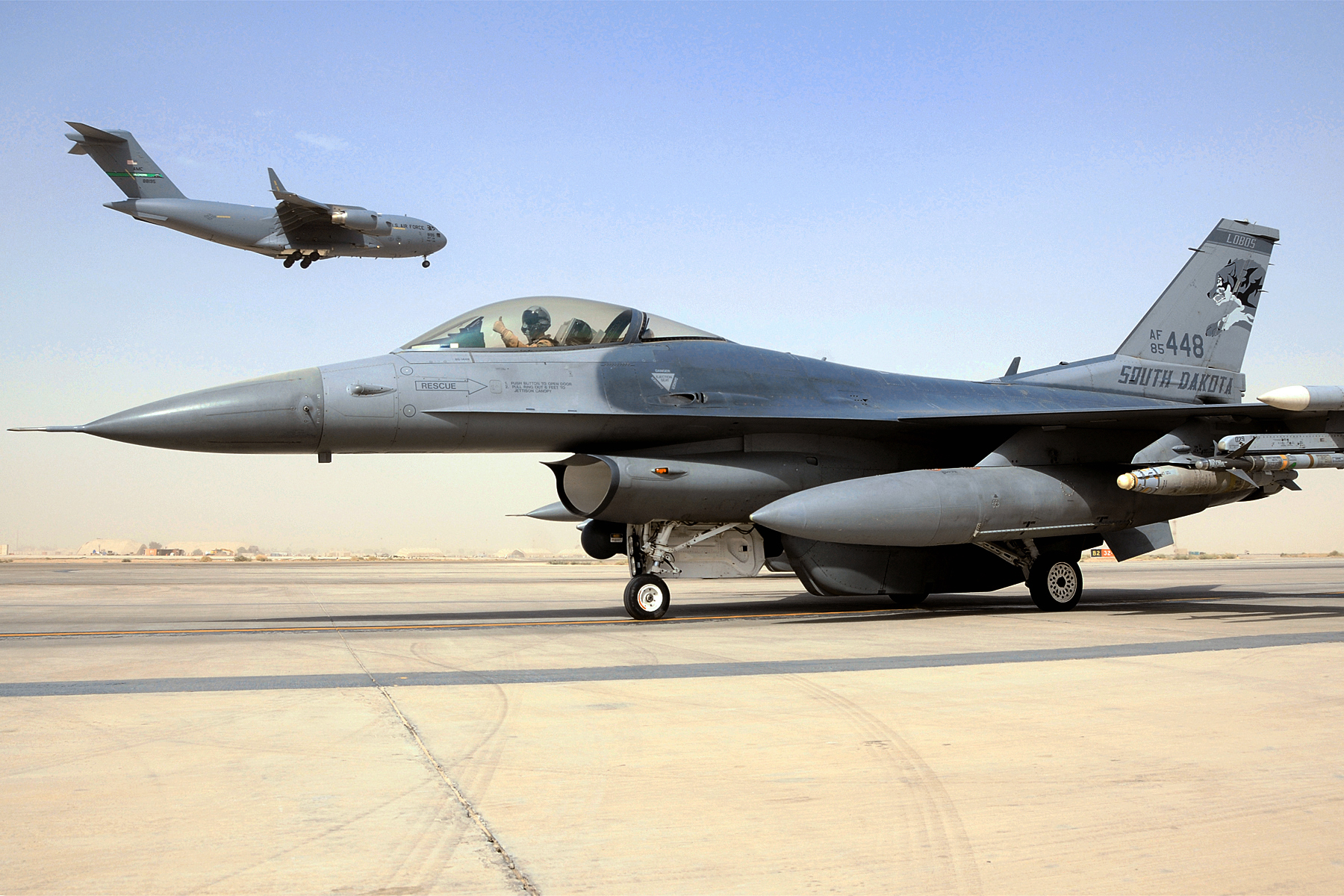
イラクに派遣されたサウスダコタ空軍州兵F-16戦闘機
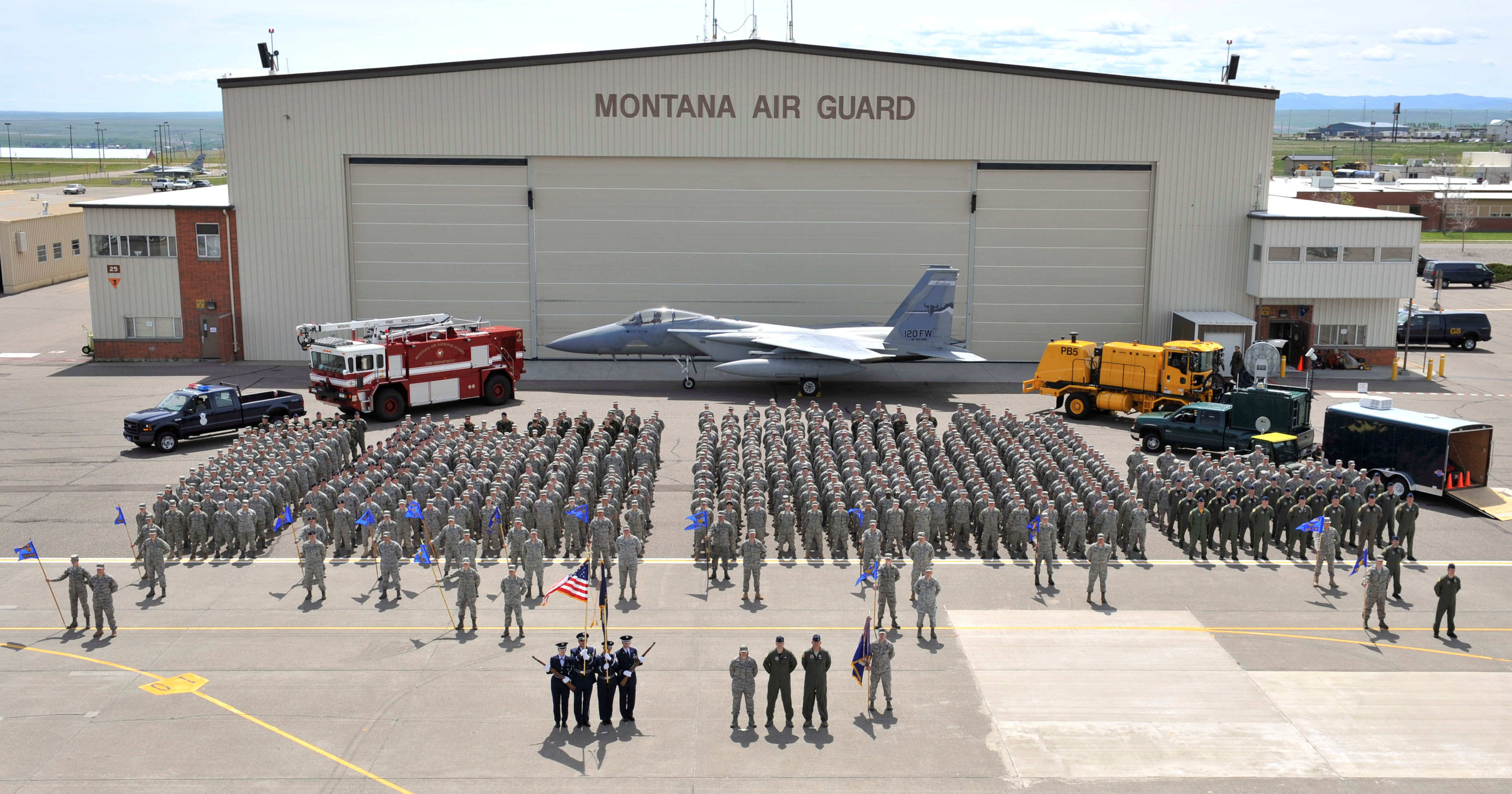
モンタナ空軍州兵第120戦闘航空団

## 空軍州兵一覧
- アーカンソー空軍州兵
- アイオワ空軍州兵
- アイダホ空軍州兵
- アラスカ空軍州兵
- アラバマ空軍州兵
- アリゾナ空軍州兵
- イリノイ空軍州兵
- インディアナ空軍州兵
- ウィスコンシン空軍州兵
- ウェストバージニア空軍州兵
- オクラホマ空軍州兵
- オハイオ空軍州兵
- オレゴン空軍州兵
- カリフォルニア空軍州兵
- カンザス空軍州兵
- ケンタッキー空軍州兵
- コネチカット空軍州兵
- コロラド空軍州兵
- サウスカロライナ空軍州兵
- サウスダコタ空軍州兵
- ジョージア空軍州兵
- テキサス空軍州兵
- テネシー空軍州兵
- デラウェア空軍州兵
- ニュージャージー空軍州兵
- ニューハンプシャー空軍州兵
- ニューメキシコ空軍州兵
- ニューヨーク空軍州兵
- ネバダ空軍州兵
- ネブラスカ空軍州兵
- ノースカロライナ空軍州兵
- ノースダコタ空軍州兵
- バージニア空軍州兵
- バーモント空軍州兵
- ハワイ空軍州兵
- フロリダ空軍州兵
- ペンシルベニア空軍州兵
- マサチューセッツ空軍州兵
- ミシガン空軍州兵
- ミシシッピ空軍州兵
- ミネソタ空軍州兵
- ミズーリ空軍州兵
- メイン空軍州兵
- メリーランド空軍州兵
- モンタナ空軍州兵
- ユタ空軍州兵
- ルイジアナ空軍州兵
- ロードアイランド空軍州兵
- ワイオミング空軍州兵
- ワシントン空軍州兵
- プエルトリコ空軍州兵
- ヴァージン諸島空軍州兵
- コロンビア特別区空軍州兵

## 参考
1. ↑  輸送機が道路に墜落、９人死亡　米ジョージア州 産経新聞、2018年7月9日閲覧。
2. ↑  ブリタニカ国際大百科事典 小項目事典の解説 コトバンク、2018年7月9日閲覧。
3. ↑  ただし空軍州兵からの人員の動員は、主に戦闘機パイロットを中心に行われた。ジョージ・W・ブッシュはベトナム戦争当時、テキサス空軍州兵のF-102戦闘機パイロットとして務め、ベトナム戦争への動員を免れているため、後に政治スキャンダルとなった。
4. ↑  ただし偵察機戦力が不足したため、空軍州兵配備のF-101の偵察機型がベトナム戦争に徴用された。